# Erica Jarder

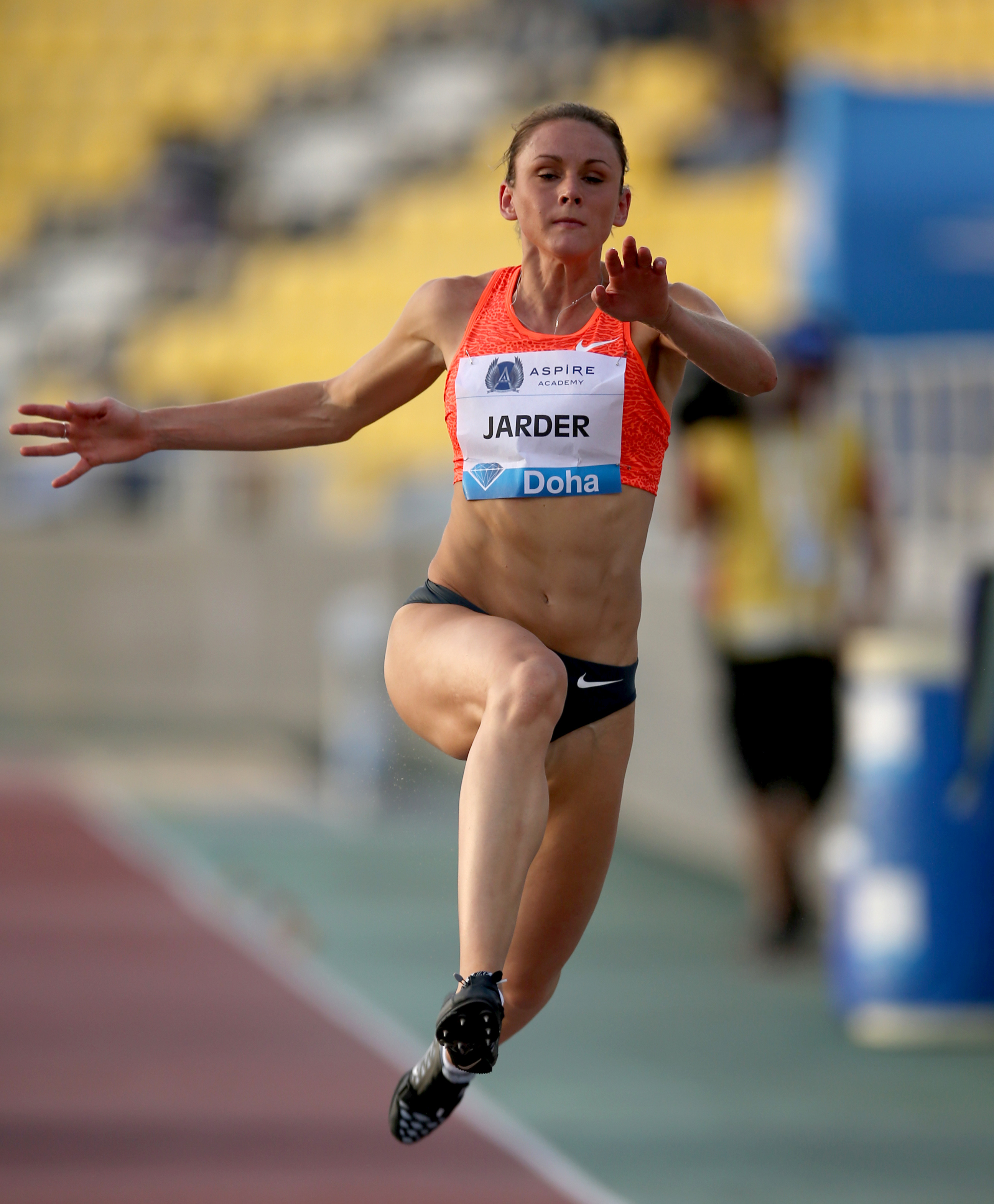
Erica Jarder beim Qatar Athletic Super Grand Prix 2015

Erica May-Lynn Jarder (* 2. April 1986 in Täby) ist eine schwedische Weitspringerin. Bei einer Größe von 1,73 m beträgt ihr Wettkampfgewicht 58 kg.

## Leben
Mit der Leichtathletik begann Erica Jarder, als sie sieben Jahre alt war, im Verein Täby IS, danach wechselte sie zum Danderyds SK und zur IF Linnéa. Mit ihrem damaligen Trainer Peter Pons wechselte sie 2006 zu Väsby IK und dann 2009 zu ihrem aktuellen Verein Spårvägens FK. Alle ihre Vereine waren aus dem Großraum Stockholm. Ab 2009 wurde sie von Lech Nikitin trainiert. Im Februar 2010 zog sie nach Kopenhagen. Ihr Kopenhagener Verein dort ist Sparta Atletik.
Trainiert wird sie inzwischen vom dänischen Dreispringer und Hochspringer Anders Møller, mit dem sie liiert ist. Die beiden haben Zwillingsmädchen.

## Erfolge
Im Weitsprung gewann Erica Jarder die schwedischen Einzelmeisterschaften in den Jahren 2007 (mit 6,02 m in Eskilstuna), 2012 (mit 6,46 m in Stockholm), 2013 (mit 6,54 m in Borås) und 2014 (mit 6,65 m in Umeå) sowie die schwedischen Hallenmeisterschaften 2008 (mit 6,24 m in Malmö), 2009 (mit 6,09 m in Bollnäs), 2012 (mit 6,24 m in Örebro), 2013 (mit 6,33 m in Norrköping) und 2015 (mit 6,58 m in Stockholm). Mit der 4-mal-100-Meter-Staffel ihres Vereins Spårvägens FK (Gladys Bamane, Nuulu Ndiwabene, Erica Jarder, Moa Hjelmer) wurde sie 2013 in Stockholm in 45,82 s schwedische Meisterin.
In Dänemark gewann sie 2011 in Kopenhagen die dänische Meisterschaft im 100-Meter-Lauf mit 11,75 s und bei derselben Veranstaltung den Weitsprungwettbewerb mit 6,42 m.
Ihr größter Erfolg war ihre Bronzemedaille bei den Leichtathletik-Halleneuropameisterschaften 2013 in Göteborg, bei denen sie mit 6,71 m in ihrem letzten Versuch eine persönliche Bestweite sprang.

## Bestleistungen

### Freiluft
- Weitsprung: 6,70 m am 27. August 2015 in Peking
- Hochsprung: 1,76 m am 25. Juli 2006 in Stockholm
- Dreisprung: 12,90 m am 6. September 2014 in Aabenraa
- 100-Meter-Lauf: 11,72 s am 26. August 2016 in Sollentuna
- 150-Meter-Lauf: 18,12 s am 21. August 2016 in Kopenhagen
- 200-Meter-Lauf: 25,20 s am 28. Juli 2007 in Västerås
- 4-mal-100-Meter-Staffellauf: 45,56 s am 25. Juli 2014 in Borås
- 4-mal-400-Meter-Staffellauf: 3:56,39 min am 25. Mai 2014 in Vila Real de Santo António

### Halle
- Weitsprung: 6,71 m am 2. März 2013 in Göteborg
- Hochsprung: 1,78 m am 17. Februar 2007 in Nyköping
- Dreisprung: 12,82 m am 13. Januar 2008 in Sätra
- 50-Meter-Lauf: 6,76 s am 8. Februar 2012 in Aarhus
- 60-Meter-Lauf: 7,46 s am 25. Januar 2014 in Malmö